# Veitshöchheim

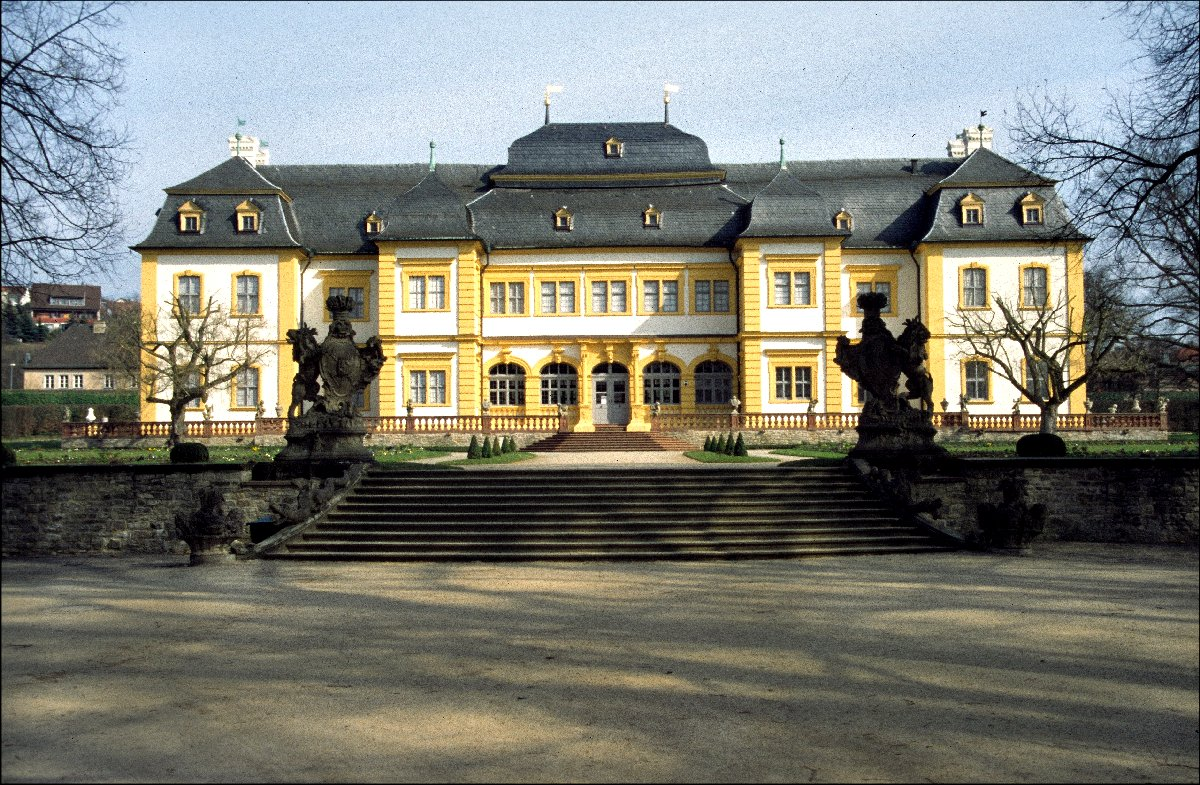
Schloss Veitshöchheim

Veitshöchheim là một đô thị tại huyện Würzburg, bang Bayern, Đức. Đô thị này tọa lạc on the right bank of Main, 6 km về phía tây bắc của Würzburg. 